# Sharon Olds
Sharon Olds (San Francisco, 19 de noviembre de 1942) es una escritora y poeta estadounidense en lengua inglesa, autora de ocho libros de poesía.

## Vida
Sharon Olds nació en 1942 en San Francisco (California). Creció, según la propia autora, como una "calvinista maldita". Tras su graduación en la Universidad de Stanford hizo su doctorado en la Universidad de Columbia. Galardonada con premios como The San Francisco Poetry Center Award, el Lamont, el The National Books Critics Circle Award y el T. S. Eliot, imparte en la actualidad clases de creación literaria en la Universidad de Nueva York.

## Poesía
Su libro, The Wellspring (1996), se detecta el uso de un lenguaje crudo y atrevido en imágenes en las que  convive la violencia política y doméstica con la cruda sexualidad en las relaciones de pareja. Una reseña para The New York Times aclama la poesía de Olds desde esta perspectiva: "Like Whitman, Ms. Olds sings the body in celebration of a power stronger than political oppression."
Su primer volumen de poemas, Satán dice (1980), recibió el Galardón inaugural del Premio de Poesía de San Francisco. Los poemas analizan con gran intensidad temas personales con un tono inquebrantable representando lo que Alice Ostriker describe como una "erotics of family love and pain."(28). El segundo volumen de Sharon Olds, Los muertos y los vivos, ganó el Lamont Poetry y el National Book Critics Circle Award. Con posterioridad a Los muertos y los vivos, Olds ha publicado The Gold Cell, (1987) The Father, (1992), The Wellspring, (1996), Blood, Tin, Straw, (1999), and The Unswept Room, (2002). El padre, una serie de poemas elegíacos a la muerte de su progenitor motivada por cáncer, fue propuesta para el T. S. Eliot Prize y finalista del The National Book Critics’ Circle Award. En palabras de Michael Ondaatje, sus poemas son "pure fire in the hands". La obra de Olds ha sido seleccionada en más de cien antologías de poesía e incluida en distintos manuales de literatura. Su poemas ha sido traducida a siete idiomas. Fue poeta laureada del Estado de Nueva York entre 1998-2000. Sharon Olds está considerada una de las mejores poetas vivas de nuestra época. "I Go Back to May 1937", fue recitado en la película Into the Wild para iluminar la disfunción familiar del personaje principal. Es también autora del poema Bread  y ganadora del Premio Pulitzer por el volumen de poemas "Stag´s Leap" (El salto del ciervo, Alfred A. Knopf, 2012.), una valiente auto-vivisección del divorcio de la poeta, que no elude la propia responsabilidad en su matrimonio. La versión española de este libro es del Premio Cervantes 2019 Joan Margarit.

## Carta a Laura Bush
En el año 2005, la primera dama Laura Bush invitó a Olds al Festival Nacional del Libro en Washington, D.C. Olds escribió a Laura Bush una carta abierta publicada el 10 de octubre de 2005, donde Olds le dice a Bush: 

Muchísimos estadounidenses que sintieron orgullo por nuestro país, ahora sienten angustia y vergüenza, por este régimen vigente de sangre, heridas y fuego. Pienso en el lino limpio de tu mesa, los cuchillos brillantes y las llamas de las velas, y no podría digerirlo.

## Obra

### En inglés
- Satan Says (1980)
- The One Girl at the Boys' Party (1983)
- The Dead and the Living (1984)
- The Victims
- The Gold Cell (1987)
- The Father (1992)
- The Wellspring (1996)
- Blood, Tin, Straw (1999)
- The Unswept Room (2002)
- Strike Sparks (antología, 2004)
- Stag´s Leap (2012)  (Premio Pulitzer, 2013)[2]

### En español
- Satán dice. Traducción y prólogo de Rosa Lentini y Ricardo Cano Gaviria, Ediciones Igitur, 2001.
- El padre. Traducción de Mori Ponsowy, Edición bilingüe, Bartleby Editores, 2004.
- Los muertos y los vivos. Traducción y prólogo de Juan J. Almagro Iglesias y Carlos Jiménez Arribas, Edición bilingüe, Bartleby Editores, 2006.
- La materia de este mundo. (Antología). Traducción de Inés Garland e Ignacio Di Tullio, Edición bilingüe, Gog & Magog, 2015.
- La célula de oro. Traducción y prólogo de Óscar Curieses. Edición bilingüe, Bartleby Editores, 2016. ISBN 978-84-92799-38-1
- El salto del ciervo. Traducción de Joan Margarit y Eduard Lezcano, Ediciones Igitur, Montblanc, Tarragona, 2018.
- La habitación sin barrer. Traducción de Inés Garland, Edición bilingüe, Gog & Magog, 2019.
- Óvulos en la mano. Antología comentada. Traducción y edición de Óscar Curieses. Edición Bilingüe, Ya lo dijo Casimiro Parker, 2023.